# 134081 Johnmarshall
134081 Johnmarshall è un asteroide della fascia principale. Scoperto nel 2004, presenta un'orbita caratterizzata da un semiasse maggiore pari a 3,0575737 UA e da un'eccentricità di 0,0778200, inclinata di 10,09284° rispetto all'eclittica.